# Conor Cruise O'Brien
Donal Conor David Dermot Donat Cruise O'Brien (3 novembre 1917 - 18 décembre 2008), aussi connu sous le surnom de The Cruiser est un diplomate, homme politique, écrivain, historien et académicien irlandais. Il a notamment été ministre des Postes et Télégraphes de 1973 à 1977, sénateur pour la circonscription du Trinity College de 1977 à 1979, Teachta Dála (député) pour la circonscription de Dublin North-East de 1969 à 1977 et député européen de janvier à mars 1973.